# Pawan Kumar Chamling
Pawan Kumar Chamling (ur. 22 września 1950 w Yangang w Południowym Sikkimie) – indyjski polityk, piąty w historii premier rządu stanowego Sikkimu (nieprzerwanie od 1994).

## Życiorys
Był pracownikiem społecznym, redaktorem naczelnym pisma „Nirman” i prezesem spółki prawa handlowego.
W działalność polityczną zaangażował się w 1973 w czasach studenckich. W 1985 po raz pierwszy został wybrany do zgromadzenia stanowego Sikkimu. Od 1989 do 1992 pełnił funkcję ministra ds. przemysłu, informacji i PR w rządzie regionalnym. W 1993 założył Demokratyczny Front Sikkimu. Ugrupowanie to pod jego przywództwem wygrało wybory stanowe w 1994, a Pawan Kumar Chamling został premierem rządu stanowego. Uzyskiwał reelekcję po wyborach z 1999, 2004 i 2009, również zwycięskich dla jego partii.
Opublikował także kilka książek. Debiutował w 1967 tomikiem wierszy Bir Ko Parichay. Jest żonaty. Ma cztery córki i czterech synów. W 2003 otrzymał tytuł doktora honoris causa Manipal University.